# Histoires de surhommes
Histoires de surhommes est le vingt-quatrième tome, et le douzième volume de la deuxième série, de La Grande Anthologie de la science-fiction publiée en France par Le Livre de poche de 1983 à 1985.
Préfacé par Demètre Ioakimidis, l'ouvrage réunit onze nouvelles et a été publié en 1984.

## Publication
- Demètre Ioakimidis (dir.), Histoires de surhommes, Le Livre de poche n°3786, 1984, 382 p.,  (ISBN 2-253-03411-8).

## Extrait de la préface
« Le personnage du surhomme, auquel ses pouvoirs permettent de faire des choses impossibles à l’homme, est au moins aussi ancien que les mythologies. Dans celles-ci, les héros naissent habituellement d’une déesse et d’un mortel, ou d’une mortelle et d’un dieu ; ils doivent à ce qu’il y a d’immortel dans leur ascendance de préfigurer les surhommes d’époques ultérieures.

Contrairement aux dieux, les surhommes ne possèdent pas le contrôle illimité sur l'énergie qui permet par exemple de s'affranchir des distances ou de réordonner les atomes du corps en des molécules dont le nouvel arrangement leur donnerait l'apparence d'êtres différents. Ils ne sont pas immortels non plus (...). Loin de toute allusion religieuse, ce furent certainement la théorie de l'évolution énoncée par Darwin et la notion d'eugénisme défendue par Galton qui lancèrent au XIXe siècle les romanciers sur la piste des surhommes. »
— Extrait de la préface (p. 5)

## Nouvelles

### Les Premiers Hommes
- Titre original : The First Men
- Auteur : Howard Fast
- Nouvelle traduite de l’anglais par Anne Merlin, initialement paru dans The Magazine of Fantasy & Science Fiction n°105, février 1960.
- Résumé :

### L’Île des conquérants
- Titre original : Conqueror's Isle
- Auteur : Nelson S. Bond
- Nouvelle traduite de l’anglais par Françoise Serph, initialement paru dans The Blue Book Magazine, juin 1946.
- Résumé :

### Légitime Défense
- Titre original : Command Performance
- Auteur : Walter M. Miller, Jr
- Nouvelle traduite anonymement de l’anglais, initialement paru dans Galaxy Science Fiction n°24, novembre 1952
- Résumé :

### Et elle l'a trouvé…
- Titre original : And Then She Found Him…
- Auteur : Algis Budrys
- Nouvelle traduite de l’anglais par Zeno Biann,initialement paru dans Venture Science Fiction n°4, Juillet 1957 sous le pseudonyme de Paul Janvier.
- Résumé :

### Le Blues de la cité libre
- Titre original : Free City Blues
- Auteur : Gordon Eklund
- Nouvelle traduite de l’anglais par Henry-Luc Planchat, initialement paru dans Universe 3, 1973.
- Résumé :

### Le Miroir humain
- Titre original : Crazy Maro
- Auteur : Daniel Keyes
- Nouvelle traduite de l’anglais par Roger Durand, initialement paru dans The Magazine of Fantasy & Science Fiction n°107, avril 1960.
- Résumé :

### Le Labyrinthe de Lyssenko
- Titre original : The Lysenko Maze
- Auteur : David Grinnell
- Nouvelle traduite anonymement de l’anglais, initialement paru dans The Magazine of Fantasy & Science Fiction n°38, juillet 1954.
- Résumé :

### Des fleurs pour Algernon
- Titre original : Flowers for Algernon
- Auteur : Daniel Keyes
- Nouvelle traduite de l’anglais par Roger Durand, initialement paru dans The Magazine of Fantasy & Science Fiction n°95, avril 1959.
- Remarque : la nouvelle sera développée par l'auteur pour en faire un roman.

### Les Clefs de décembre
- Titre original : The Keys to December
- Auteur : Roger Zelazny
- Nouvelle traduite de l’anglais par Jacques Polanis, initialement paru dans New Worlds n°165, août 1966
- Résumé :

### Paternité
- Titre original : Rewrite Man
- Auteur : Chad Oliver
- Nouvelle traduite de l’anglais par Roger Durand, initialement paru dans The Magazine of Fantasy & Science Fiction n°76, septembre 1957.
- Résumé :

### Le Secret
- Titre original : In Hiding
- Auteur : Wilmar H. Shiras
- Nouvelle traduite de l’anglais par Luce Terrier, initialement paru dans Astounding Science Fiction n°216, novembre 1948.
- Résumé :